# Hamburgs rådhus
Hamburgs rådhus, tyska Hamburger Rathaus, är säte för Hamburgs parlament (Bürgerschaft) och Hamburgs senat (Hamburgs regering). Dagens rådhus stod klart 1897. 

## Bakgrund
Hamburgs rådhus förmodas vara det sjätte i stadens historia. I stadens tidiga historia fanns två rådhus då Hamburg var uppdelat i den nya och gamla staden. I Neustadt tror man att rådhuset låg på Hopfenmarkt och i biskopssätet Altstadt på Alter Fischmarkt. När Hamburg enades 1216 byggdes ett gemensamt rådhus på Kleine Johannisstraße. 1290 byggdes ett större rådhus vid Trostbron som efterhand byggdes ut. 1619 flyttade även Hamburger Bank in och tillsammans med Hamburger Börse var detta det politiska och ekonomiska centrumet i århundraden.  
Vid den stora branden 1842 brann rådhuset vid Trostbron ner  och istället valdes baksidan på stadens nya börs ut som plats för det nya rådhuset. Under tiden utsågs Waisenhaus på Admiralitätsstraße ut som provisorium. Parlamentet samlades i Patriotische Gesellschafts hus vars hus byggdes på det gamla rådhusets tomt och stod klart 1847. Det nya Rådhusets tillkomst blev en långdragen process och först efter över 40 års väntan stod det klart 1897.
Framför rådhuset ligger Rathausmarkt, ett av Hamburgs mest centrala torg. Rathausmarkt byggdes efter den stora branden 1842. Den berömda Markusplatsen i Venedig, som också är öppen mot vattnet på ena sidan, fungerade som modell för utformningen av Rathausmarkt.

## Interiör

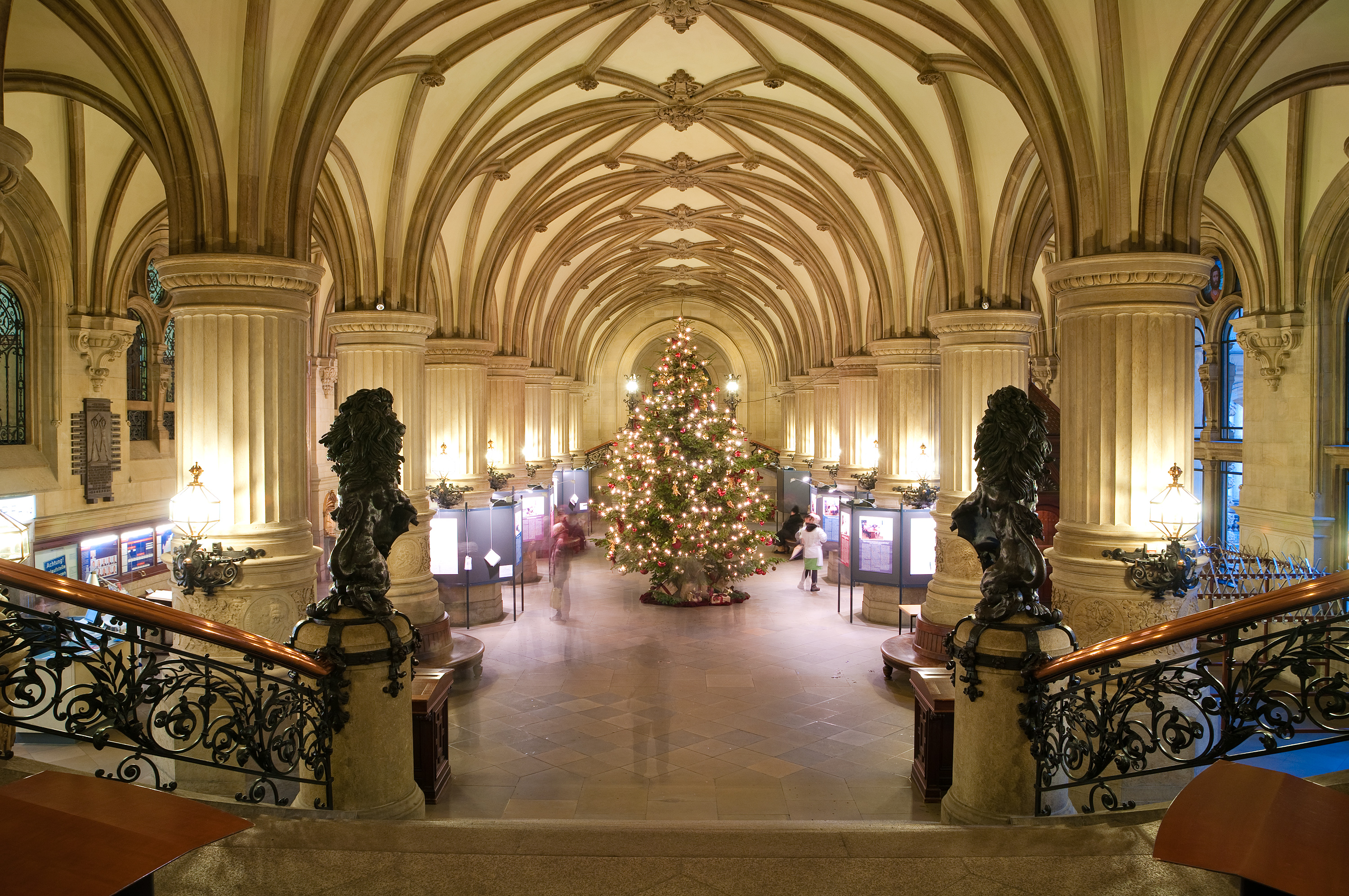
Stora hallen
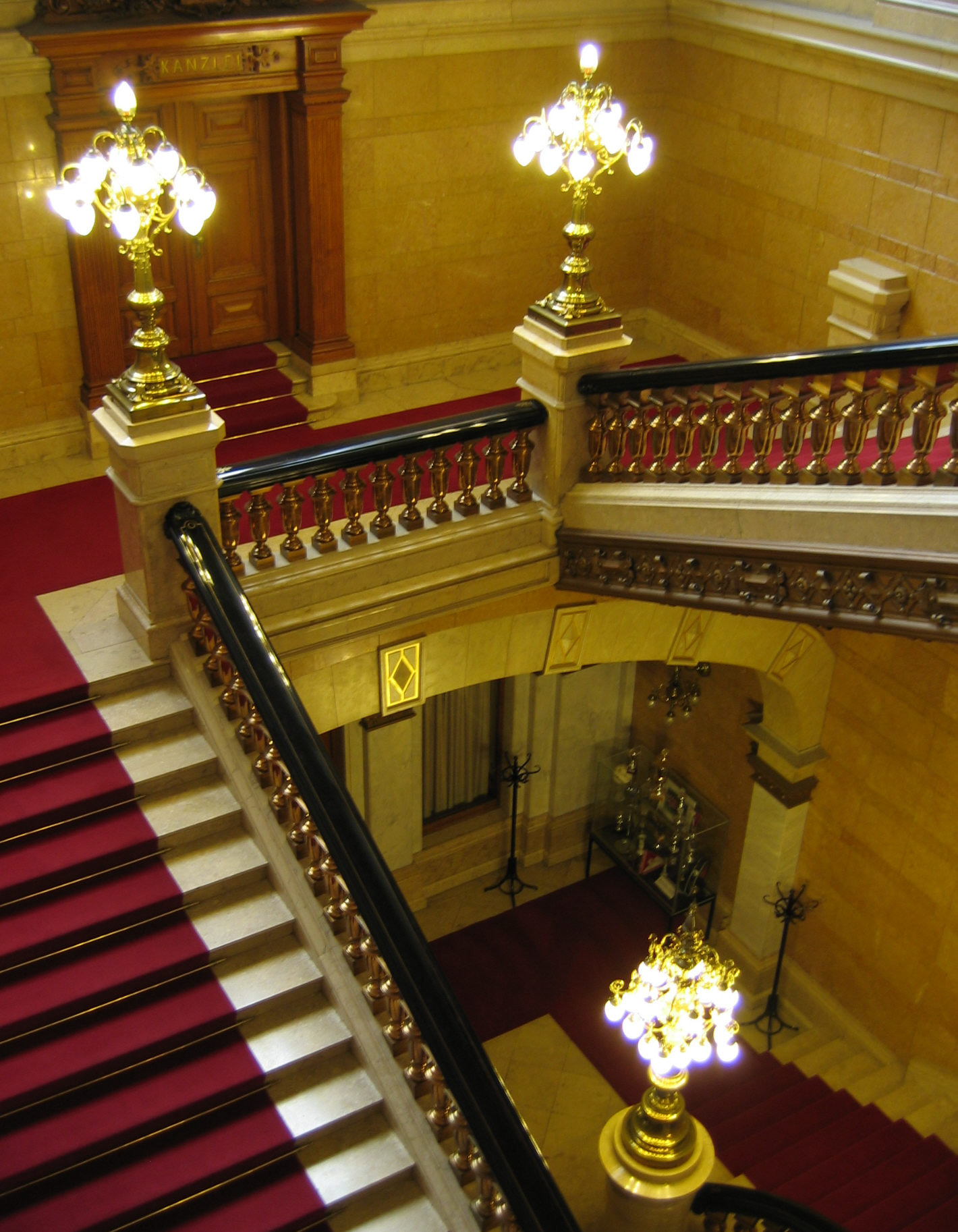
Trappor till Bürgerschaft
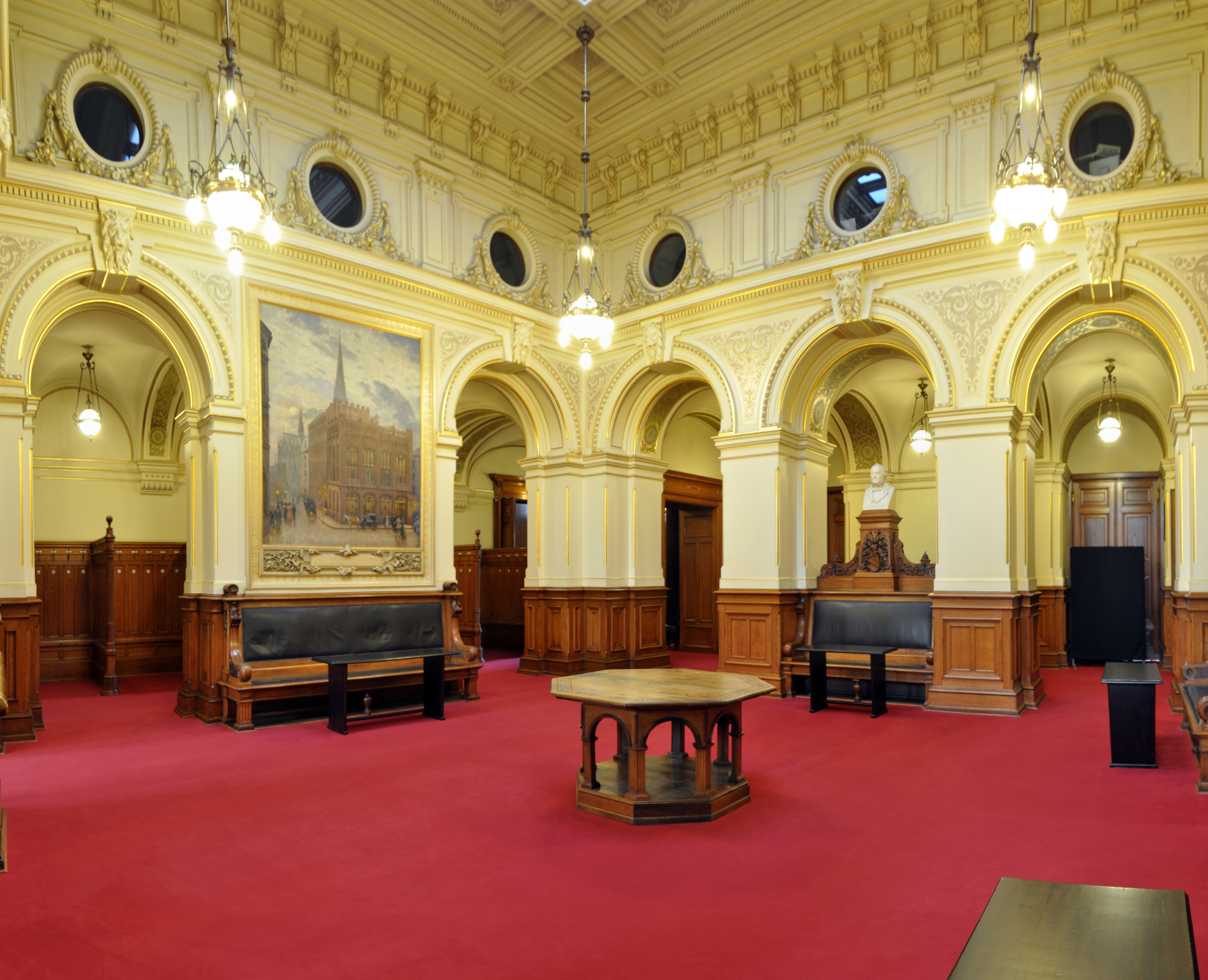
Bürgerschafts lobby
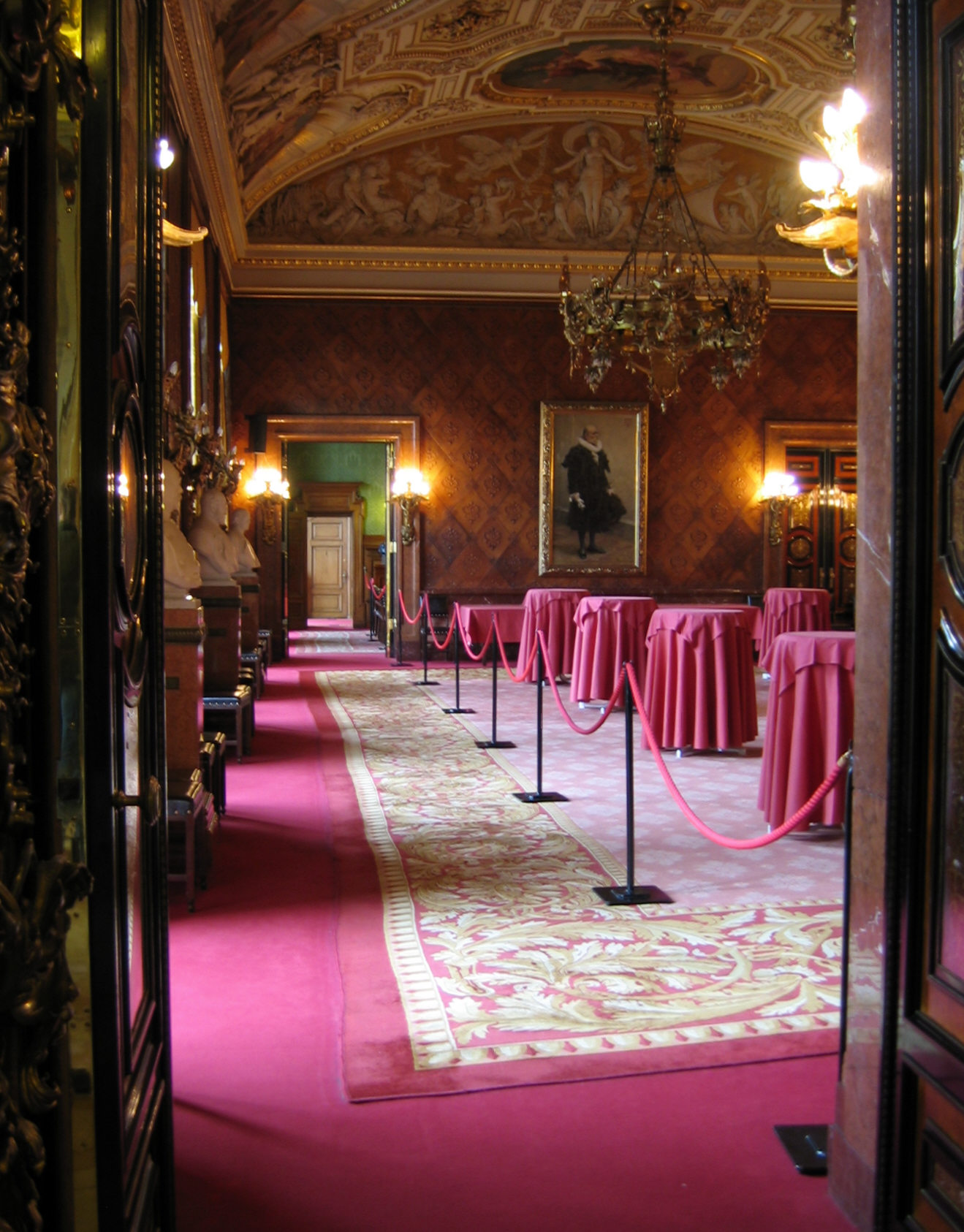
Kejsarsalen
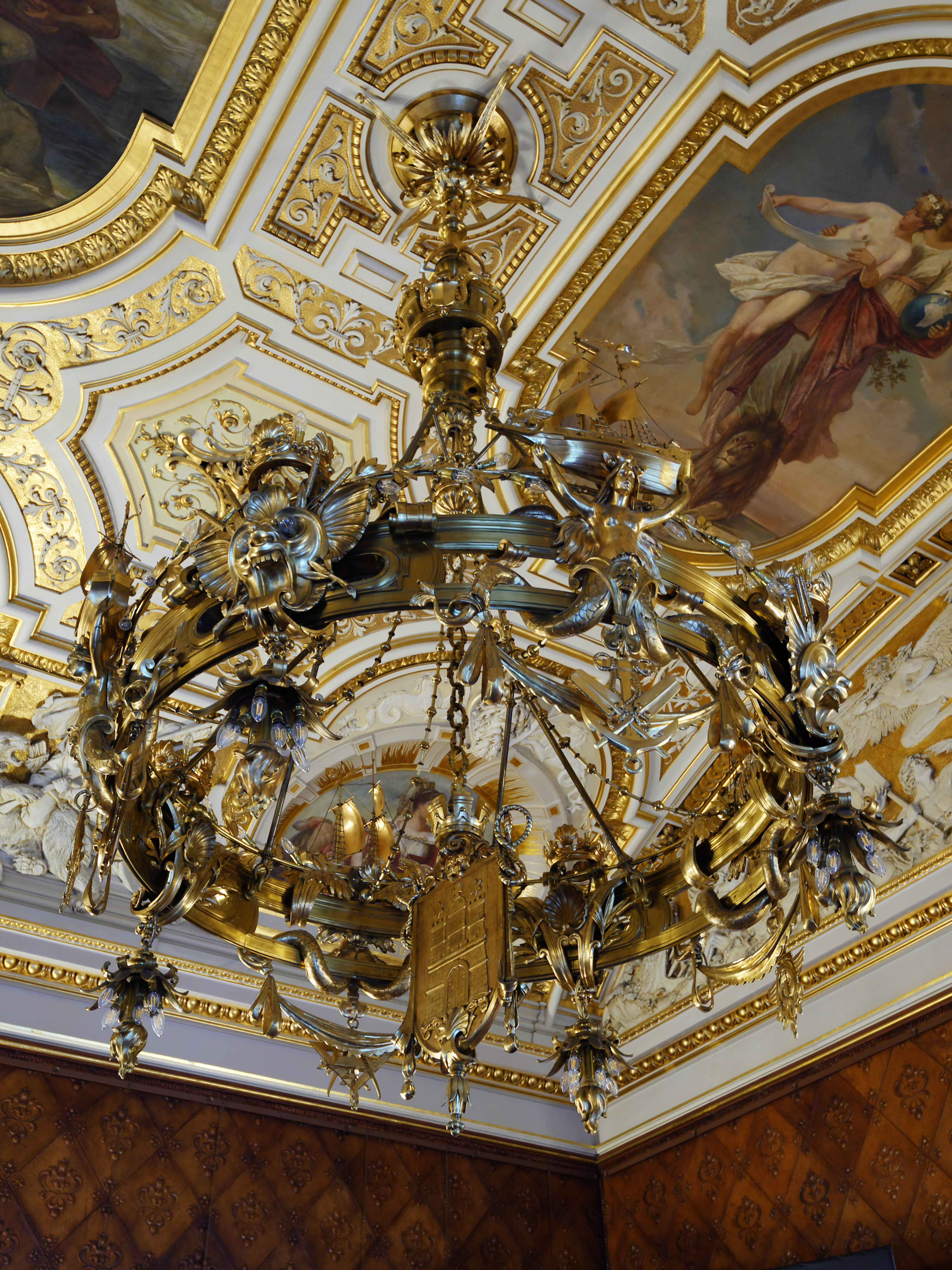
Ljuskrona, Kejsarsalen
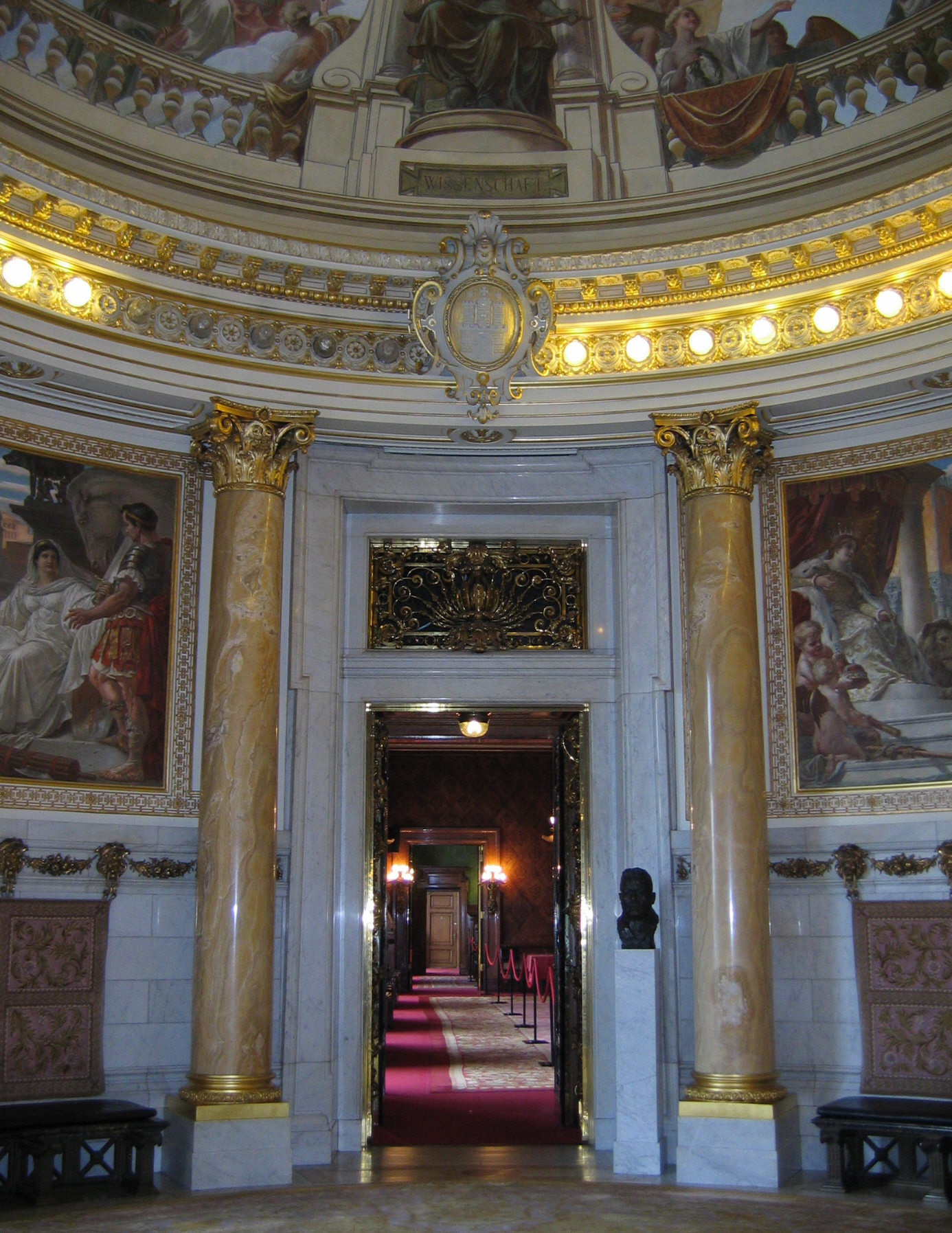
Tornhallen
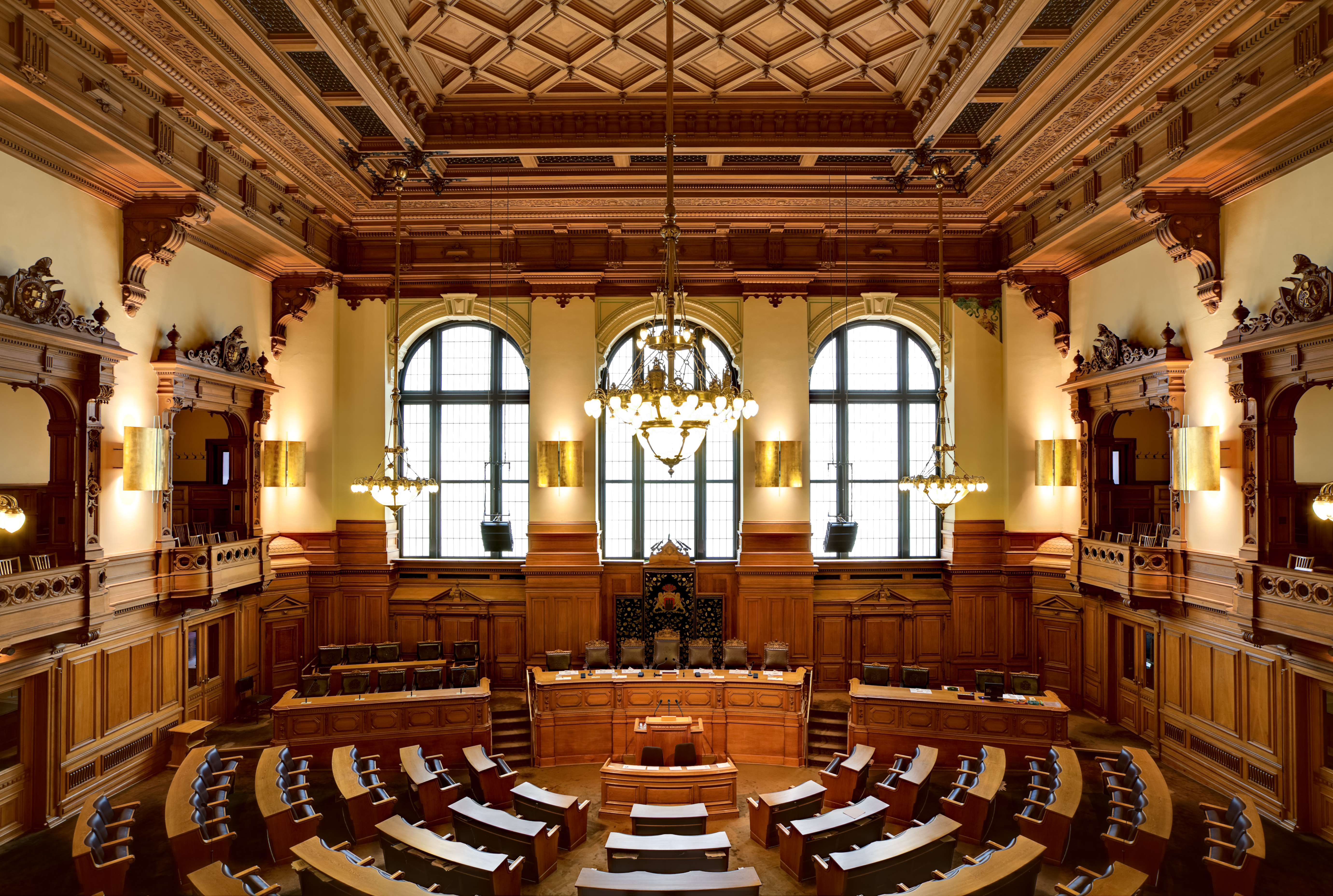
Plenissalen för Hamburgs parlament
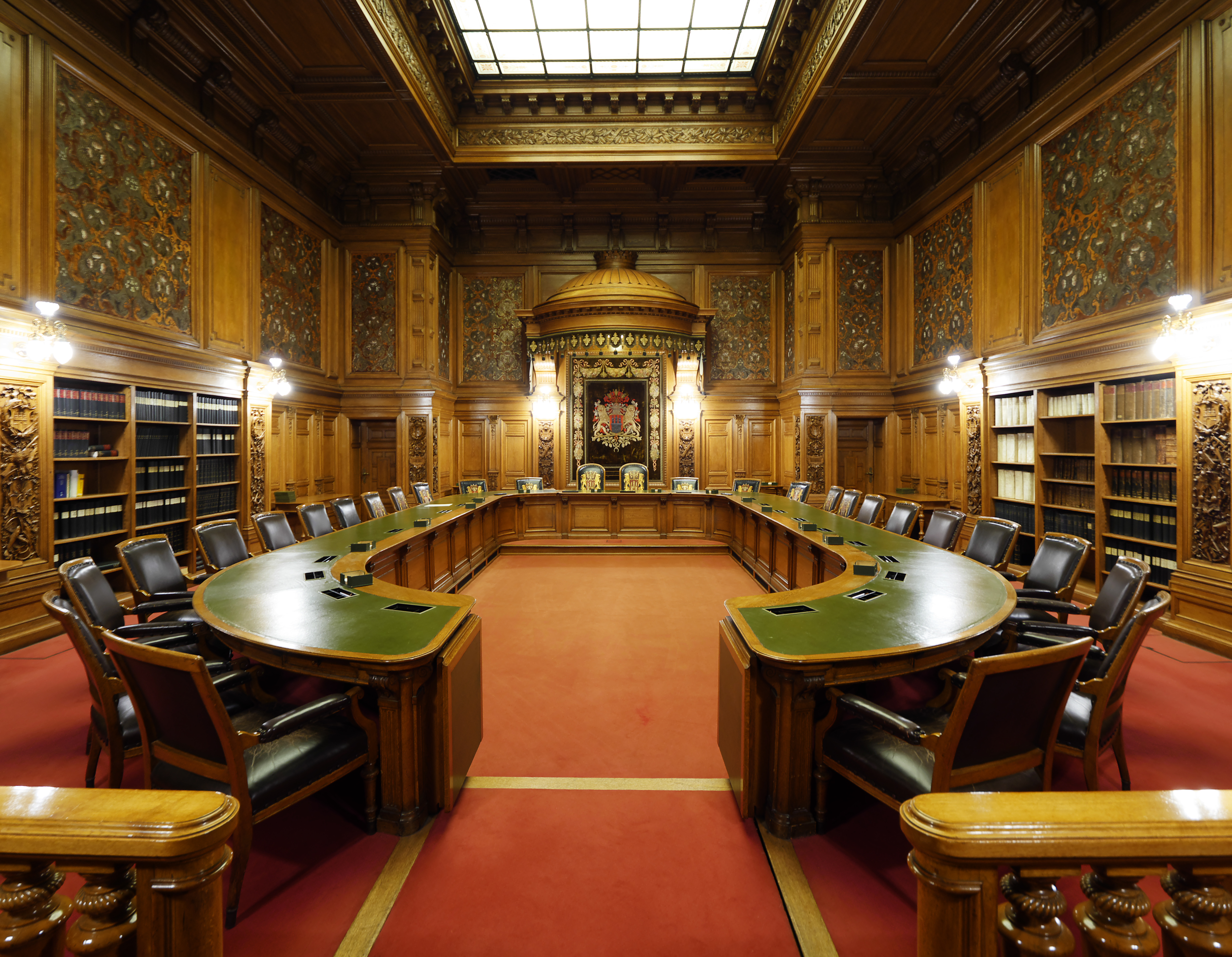
Rådskammaren, Senatens mötesrum
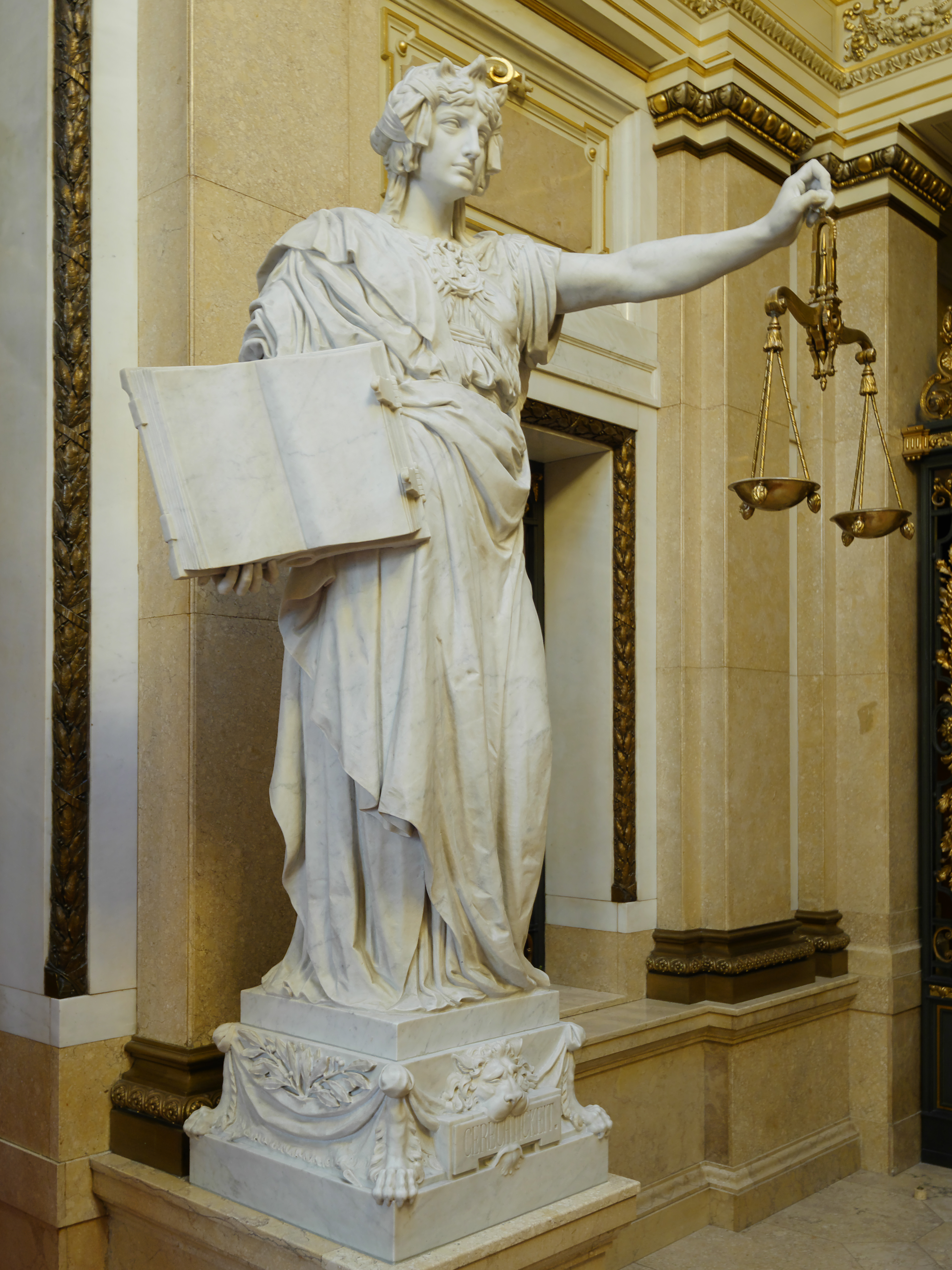
"Rättvisa", Senatvingen
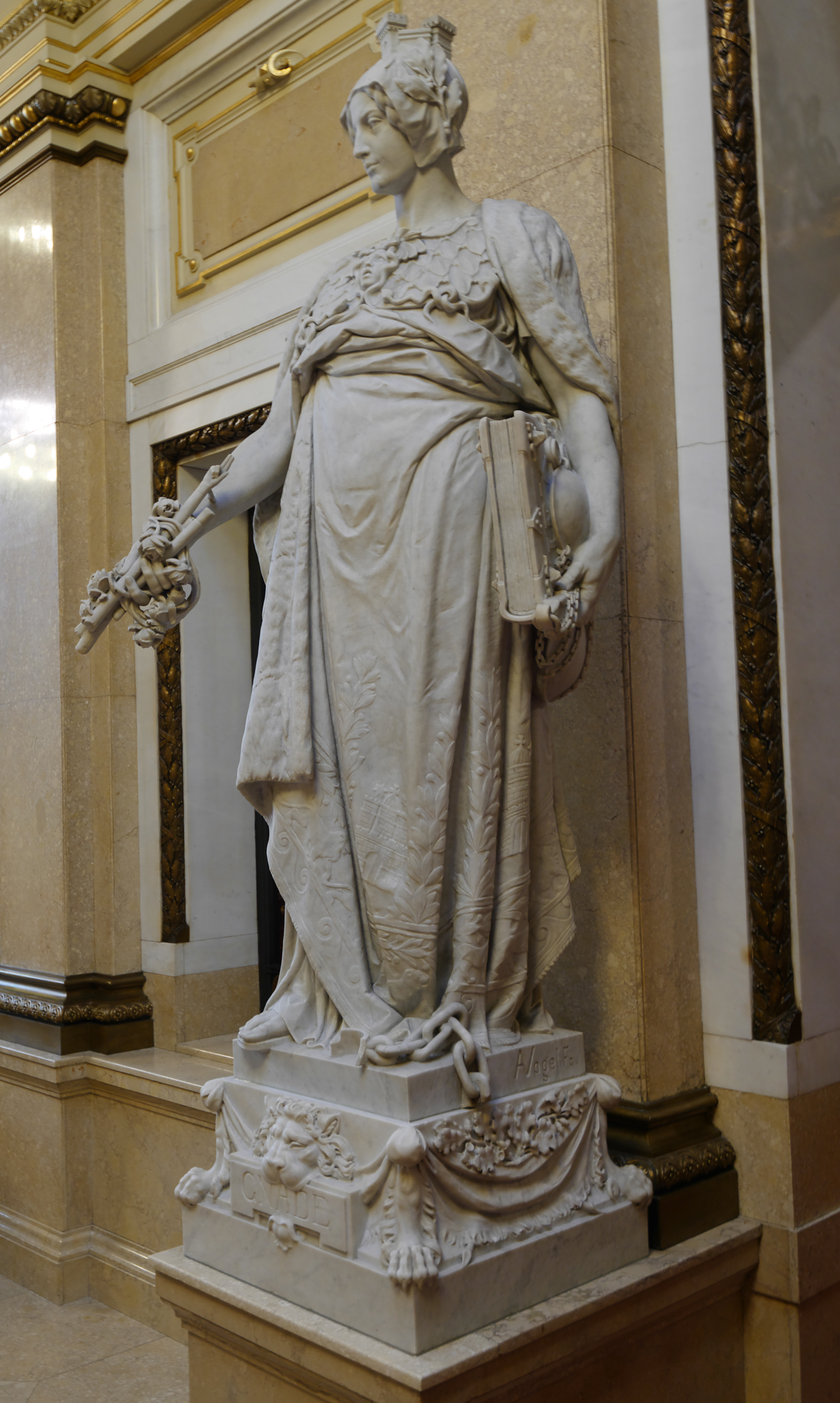
"Nåd", Senatvingen
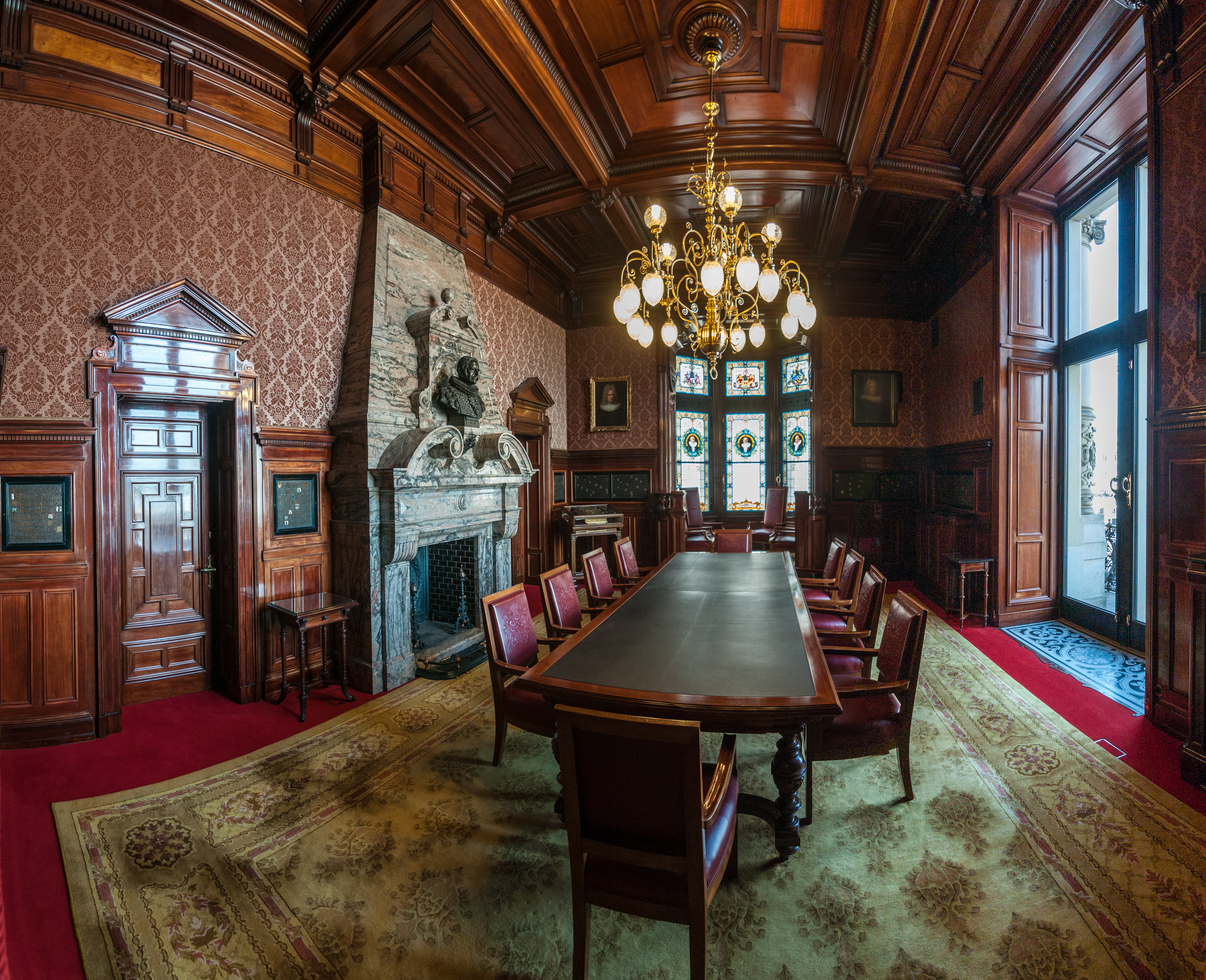
Borgmästarens kontor med stadens guldbok